# Eliseu dos Santos
Eliseu dos Santos (ur. 15 listopada 1976) – brazylijski niepełnosprawny sportowiec uprawiający boccię, startujący w kategorii BC4. Dwukrotny mistrz paraolimpijski.
Jego pierwszą paraolimpiadą były igrzyska w Pekinie. Zawody indywidualne rozpoczął od fazy grupowej. Pokonał w niej Radka Procházkę z Czech i Marię Baixauli z Hiszpanii, przegrał natomiast z Chińczykiem Qi Cuifangiem. Dos Santos zajął w swojej grupie drugie miejsce i awansował do ćwierćfinału. Zmierzył się tam z Lau Wai Yan z Hongkongu, z którą wygrał 7:3. W półfinale przegrał ze swym rodakiem Dirceu Pinto, jednak zdobył brązowy medal po zwycięstwie nad Hiszpanem José Maríą Dueso.
Wraz ze swoim pogromcą czyli Dirceu Pinto wystartował w zawodach par. Zwyciężyli w czterech z pięciu spotkań, przegrali jedynie w fazie grupowej z parą hiszpańską Baixauli/Dueso. W finale pokonali portugalski duet Pereira/Valentim.
W Londynie cztery lata później wystąpił w tych samych zawodach. W indywidualnych dotarł do półfinału gdzie ponownie przegrał ze swoim rodakiem Dirceu Pinto. W meczu o brązowy medal pokonał jednak Brytyjczyka Stephena McGuire'a. Wraz ze swoim rodakiem zdobył drugie złoto paraolimpijskie w zawodach par, gdzie Brazylijczycy wygrali wszystkie spotkania.